# Émile Arrighi de Casanova
Pour les articles homonymes, voir famille Arrighi de Casanova, Arrighi et Casanova (homonymie).
Émile Arrighi de Casanova (Bastia, 21 octobre 1920 - 18 avril 2004), haut fonctionnaire français, homme politique, défenseur de la langue corse et de la culture insulaire, fut également le directeur du Marché d'intérêt national de Rungis, dont il assura le redressement, et un des présidents de la chambre de commerce et d'industrie de Paris, qu'il transforma en chambre interdépartementale.

## Biographie

### Trajectoire professionnelle
Né le 21 octobre 1920 à Bastia, il fait des études de droit avant d'entamer sa carrière comme chargé de conférences à la faculté d'Aix-en-Provence. À partir des années 1950, il exerce différentes fonctions dans des cabinets ministériels, notamment au ministère de l'Industrie. En 1956, il devient directeur général de la chambre de commerce et d'industrie de Paris. Sous sa houlette, elle obtient sa transformation en chambre interdépartementale, tout en conservant son nom d'origine, fortement connu en France et à l'étranger. Il exerce ensuite diverses fonctions administratives comme directeur du commerce intérieur ou directeur de l’expansion industrielle, de 1959 à 1965, etc. 
En 1977, il est désigné par Raymond Barre, pour prendre la direction du marché de Rungis, avec pour mission d'en assurer l'assainissement financier. Il en part en janvier 1981, à 60 ans, ayant accompli cette mission. Il y avait en 1978  un déficit d'exploitation prévisionnel de 17 millions de francs. En 1980, le compte d'exploitation est clairement bénéficiaire et le bilan dégage un crédit de 7 millions de francs. Plus significatif encore, une relation s'est construite  entre les organisations de consommateurs et les négociants de Rungis, et les transactions ont gagné en transparence. « La carambouille ne trouve plus à Rungis un terrain propice », résume-t-il devant la presse.
En parallèle, toujours en 1977, il est nommé président du Palais des congrès de Paris, porte Maillot, fonction qu'il assure jusqu'en 1984.

### Trajectoire politique
En 1968, il se présente aux élections législatives dans la circonscription de Gap (première circonscription des Hautes-Alpes) sous l’étiquette UDR. Il échoue d’une voix, au second tour de scrutin, battu par Émile Didier, du parti radical. De 1986 à 1987, il est élu UDF à l’Assemblée de Corse.

### Engagement pour la culture insulaire
Cet engagement dans les partis de droite ne l'empêche pas en 1989, tant est connu son intérêt pour la culture insulaire, d'être chargé par Lionel Jospin, alors ministre français de l'Éducation nationale, d'un rapport sur la langue corse, dont il défend l'intérêt dans une vision qu'il affirme non passéiste, mais au contraire prospective. Pour lui, cette langue, héritière à la fois de la langue italienne et de la langue française, est un facteur d'enrichissement culturel et un témoignage de l'émergence de micro-civilisations transnationales. Il lui semble indispensable que les instituteurs et autres enseignants travaillant sur l'île aient une connaissance de cette langue locale. Il met en exergue la nécessité de continuer à développer l'Université de Corte, ancrée dans l'histoire de l'île. Et il plaide pour un Conseil supérieur de la langue et de la culture corses. 
Il intervient également pour repenser le rôle de l'assemblée régionale, s'en prenant au jacobinisme parisien, un jacobinisme qu'il considère comme niveleur,. Selon lui, « De Gaulle l'avait tout de suite compris : à situation politique particulière, il faut une solution particulière. » .  
Il recherche également un rôle spécifique pour l'île dont il est originaire, au cœur de la Méditerranée. Président de l'Institut de la Méditerranée depuis 1994, il préside aussi, de 1999 à 2004, le jury du Prix littéraire de la ville d'Ajaccio.

### Sources sur le web
- : Notice « Émile Arrighi de Casanova » en ligne sur le site du Who’s Who in France. Consulté le 21 avril 2014